# Histoire du canton de Berne
Cet article présente les faits marquants de l'histoire du canton de Berne, un canton du centre ouest de la Suisse.

## Histoire

Carte du canton de Berne au XVIII

La ville de Berne est fondée en 1191 et entre dans la Confédération des VIII cantons en 1353. Il y a un régime politique à partir du XIIIe siècle. Ce régime dure jusqu'en 1798 dans la plupart des villes du canton. 
Dès le milieu du XIIIe siècle, la ville peut de moins en moins compter sur l’empereur pour se défendre contre la politique territoriale des grands dynastes dans la région de l’Aar. Pour se renforcer, elle conclut plusieurs alliances avec entre autres Interlaken (1224) et Fribourg (1243).
En 1274, l’empereur Rodolphe de Habsbourg confirma les franchises de Berne, mais lorsqu'en 1285 il exigea un impôt spécial, la ville se rangea dans le camp de ses adversaires. À la suite d'une bataille, Berne, battue, fut sommée de payer une amende en plus de l'impôt.
Après une victoire contre les Fribourgeois à Oberwangen (commune de Köniz), Berne se lance dans une politique d'expansion.
Berne se dressa contre la coalition réunissant Fribourg, les Kibourg, l’Autriche et l’empereur Louis de Bavière avec l’aide de ses alliés, entre autres les Waldstätten. La guerre de Sempach fut l’occasion d’une lutte décisive avec l’Autriche et Fribourg. Berne obtient finalement la paix en 1389.
En même temps les Bernois, signataires du convenant de Sempach (1393), se rapprochèrent des confédérés. Durant la guerre de Zurich, les Bernois penchaient pour Schwytz, ils firent tout de même plusieurs tentatives de conciliation (1438, 1440). Berne attendit longtemps avant de nettement s’engager du côté des autres Confédérés (1444). En 1446 Berne entreprit plusieurs campagnes contre Fribourg. 
Aux XIVe et XVe siècles, la plus haute instance politique, judiciaire et militaire de l’ensemble des territoires était le Grand Conseil dont écoulait entre autres le Petit Conseil, le gouvernement de 27 membres, le trésorier et les deux conseillers secrets du Grand Conseil.
Dès le XVe siècle, les sièges vacants sont repourvus chaque année à Pâques par les autres députés. À partir du milieu du XVe siècle, les autorités recueillirent les plaintes éventuelles lors des consultations populaires. Tous les bourgeois de la ville devaient servir dans l’armée. Ils devaient eux-mêmes se fournir les armes et l’équipement. L’armée était placée sous les ordres de l'avoyer et elle combattait sous la bannière de la ville de Berne.

## Sources
- « Berne (canton) » dans le Dictionnaire historique de la Suisse en ligne.